# جيم فيرغسون (ملحن)
جيم فيرغسون (بالإنجليزية: Jim Ferguson)‏ هو عازف جاز وصحفي وملحن أمريكي، ولد في 23 ديسمبر 1948 في دايتون في الولايات المتحدة.

## وصلات خارجية
- جيم فيرغسون على موقع ميوزك برينز (الإنجليزية)
- جيم فيرغسون على موقع ديسكوغز (الإنجليزية)